# Portal (series)
Portal és una sèrie de videojocs de trencaclosques en primera persona desenvolupats per Valve. Ambientats en l'univers de Half-Life, els dos jocs principals en la sèrie, Portal (2007) i Portal 2 (2011), ens posen en la pell d'una dona, la Chell, que és forçada a dur a terme una sèrie de tests dins l'Aperture Science Enrichment Center per una intel·ligència artificial, anomenada GLaDOS, que controla les instal·lacions. La majoria de les proves impliquen utilitzar la "Aperture Ciència Handheld Portal Device", un dispositiu que crea uns portals teleportadors que uneixen dues superfícies planes. El personatge i altres objectes del joc poden moure's mitjançant aquests portals mentre conservant la seva quantitat de moviment.
Els jocs de Portal van aprofundir en un concepte ideat per estudiants del DigiPen Institute of Technology per al joc Narbacular Drop. Valve va contractar molts d'aquests estudiants per a desenvolupar una experiència completa al voltant d'aquesta idea inicial.